# Фал

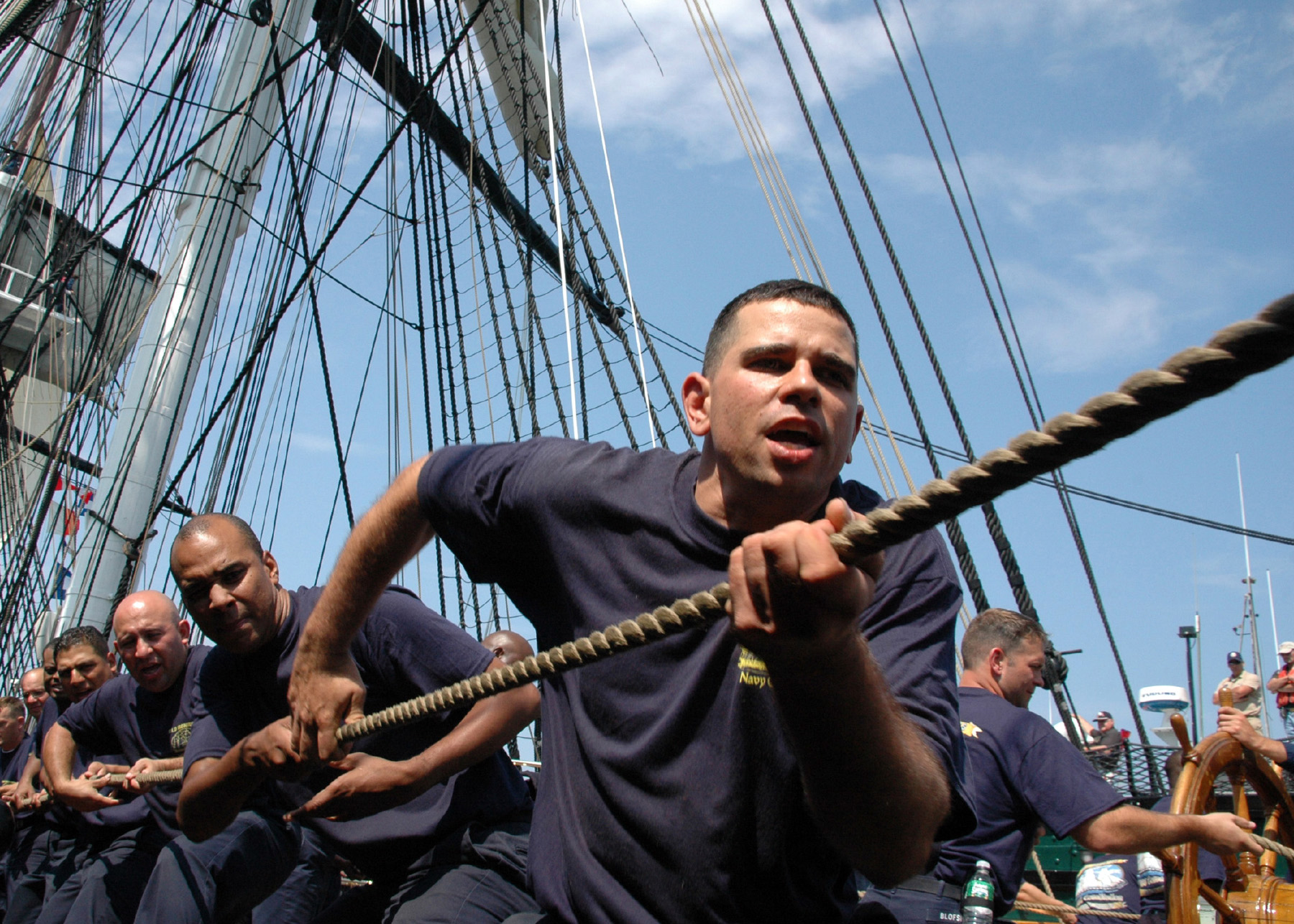
Вибирання фала на фрегаті «Конституція»

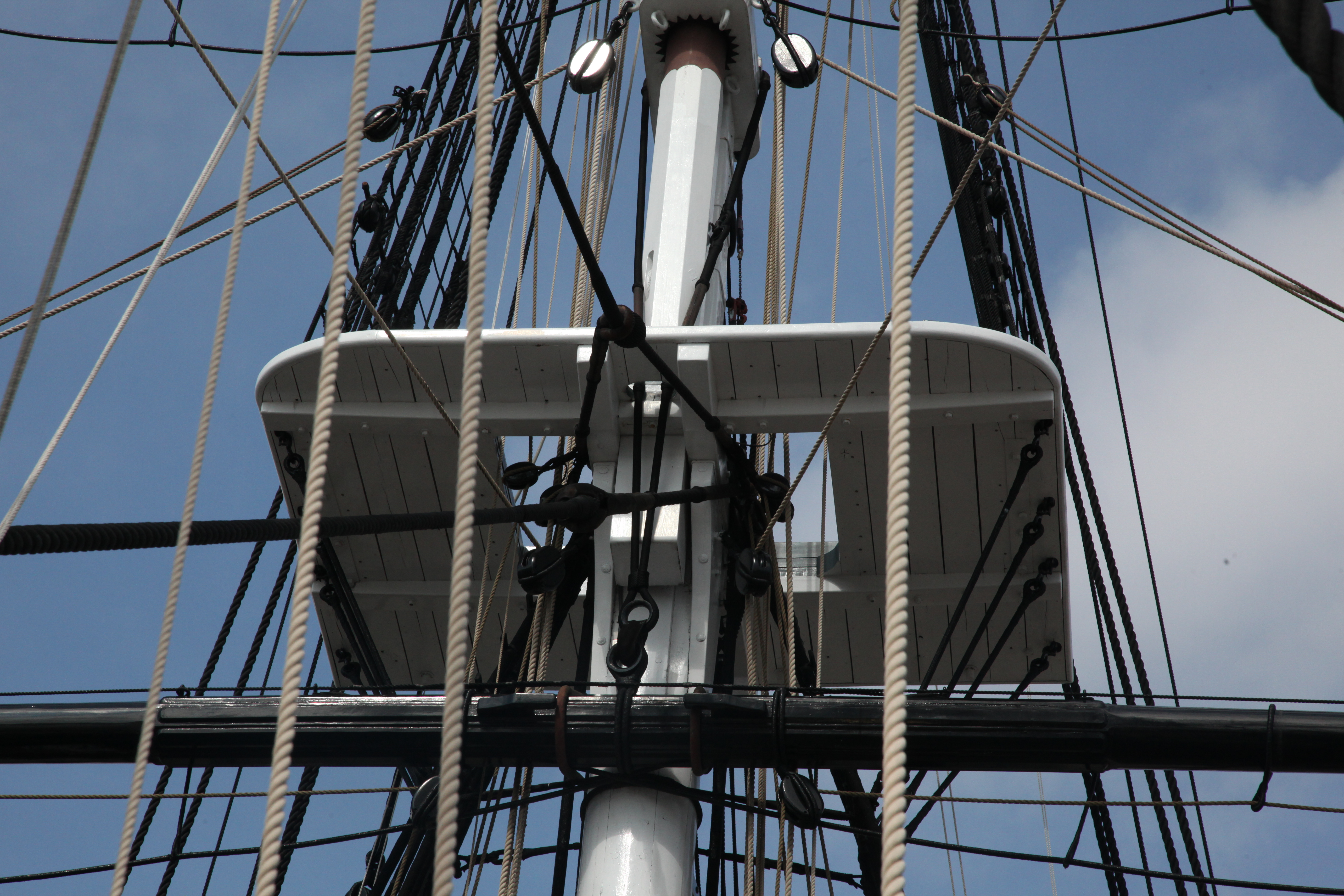
Драйрепний фал на «Конституції»

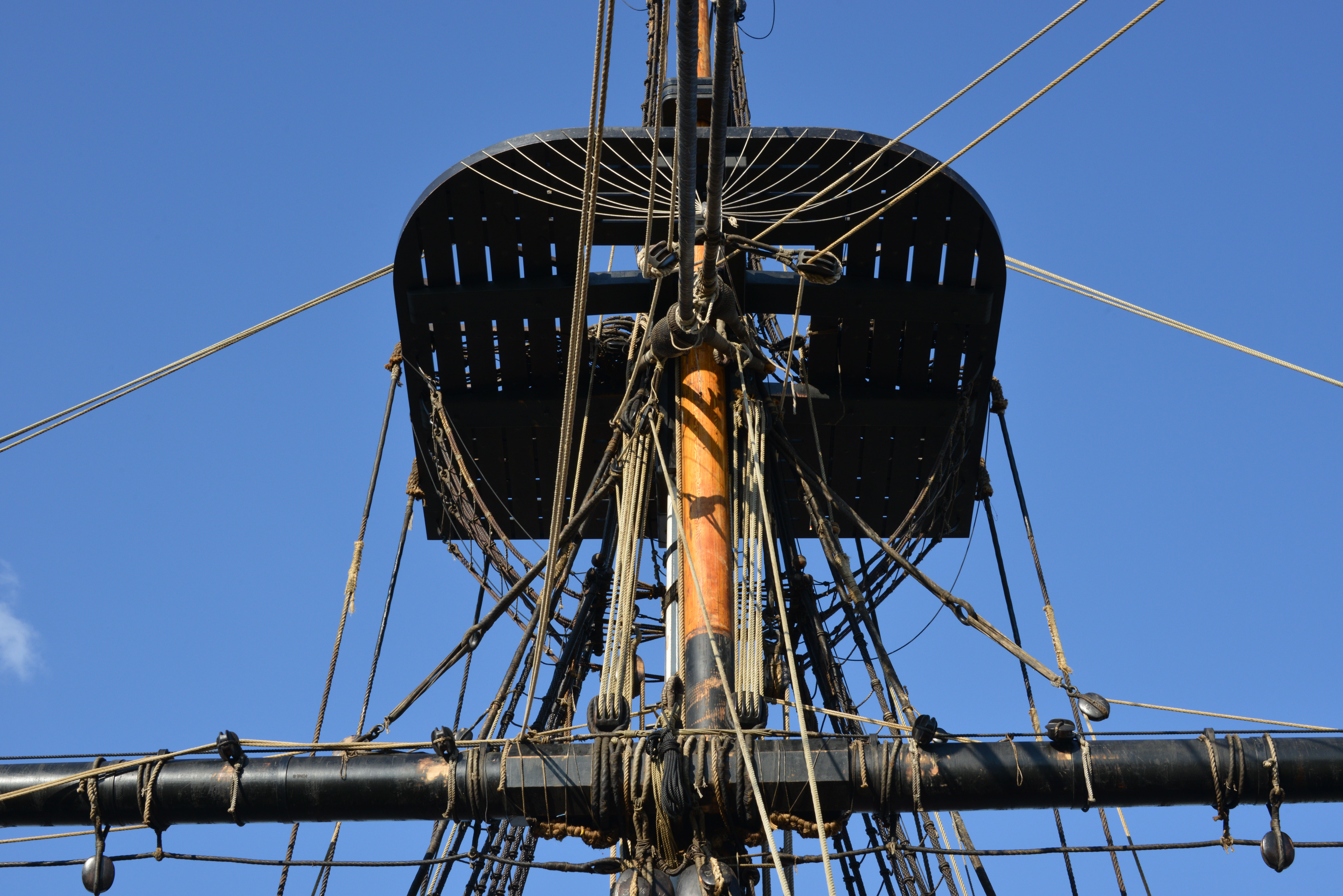
Фали і гардель-блоки нижньої реї фрегата «Герміона»

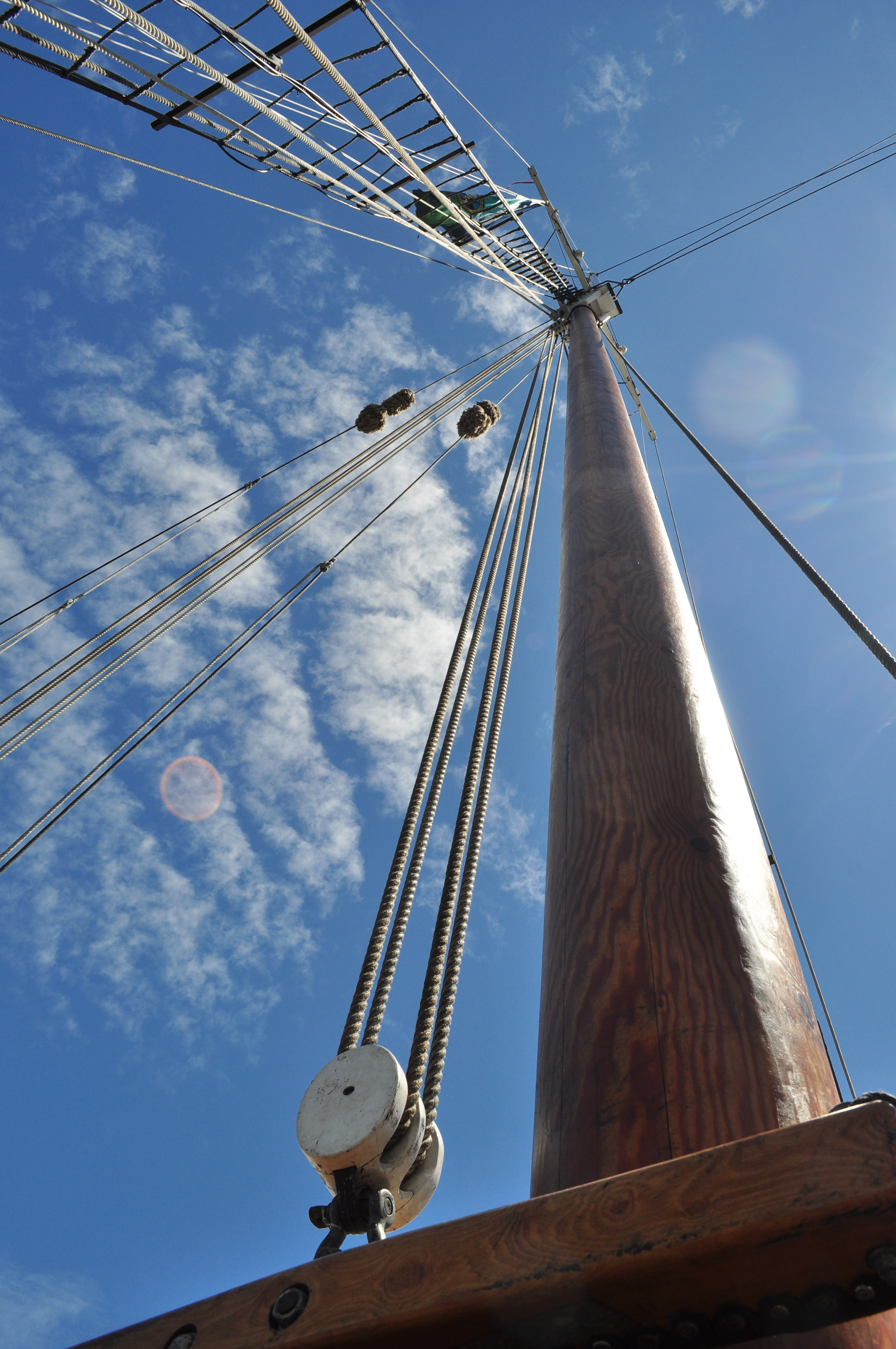
Фал гафеля (гардель) на шхуні Adventuress

Фал (нід. val від дієслова vallen — «падати», «спускати») — снасть, призначена для підйому і спуску вітрил (бермудського грота, клівера, стакселя і інших), окремих деталей рангоуту (приміром, рей, стеньг, гафелів), прапорів, вимпелів і т. ін. Фали, використовувані на суднах і кораблях, належать до рухомого такелажу.

## Опис
Як фали застосовуються металеві, синтетичні або рослинні троси. Фал зазнає великого навантаження при роботі.
Фали рей конструктивно поділяються на драйрепні і гардельні. Драйрепний фал кріпиться до середини реї (у нижніх рей і марса-рей драйрепи є подвійними), проходить через закріплені на топі нерухомі блоки (або шків-гати езельгофтів або чиксів) і спускається на палубу, де кріпиться до оковки верхнього (рухомого) гардель-блока. Нижній (нерухомий) гардель-блок кріпиться гаком до обуха на палубі; крім того, замість нижнього гардель-блока міг використовуватися фал-кнехт — встановлений на палубі позаду щогли чотирикутний стовп зі шків-гатами, з'єднаний з бімсом. На великих вітрильниках у нижнього блока (фал-кнехта) було зазвичай 4 шківи, у верхнього — 3. Через шківи обох гардель-блоків (або верхнього гардель-блока і фал-кнехта) проходить лопар талів. Гардельний фал кріпиться на топі, проходить через шківи нижнього (рухомого) гардель-блока, закріпленого посередині реї, й через шківи верхнього (нерухомого) гардель-блока, закріпленого на топі. Далі фал спускається на палубу, де набивається талями з 2 і 3-шківних блоків.
Фал косого трикутного вітрила кріпиться безпосередньо до нього: до кута, який називається фаловим кутом.
Залежно від призначення фали отримують додаткове найменування, наприклад, дирик-фал, клівер-фал, стаксель-фал, сигнальний фал та ін. Фал для підйому нижніх рей і гафелів називається гардель, він часто споряджається талями (за рангоутними деревами розрізняють фока-гардель, грота-гардель, гафель-гардель).
Фали для підйому прапорів (сигнальні фали, флагфали) являють собою ліні, що звиваються в три пасма з 12, 9 або 6 ниток, також часто виконуються плетеними. Каболки сигнальних фалів роблять товстішими, ніж в інших фалів.
Для з'єднання прапора з фалом використовується карабін або клевант — невеликий дерев'яний брусочок циліндричної форми з круглою виточкою (кіпом) посередині, прикріплений до троса (як ґудзик-цурочка).

## Інше застосування
Воднолижний фал — плавучий трос з синтетичних волокон, споряджений руків'ям на одному кінці і кріпиться другим кінцем до пілона на катері. Служить для буксирування спортсменів-воднолижників. Аналогічно використовується в гідрофойлі, вейксерфі, вейскейті і вейкборді.
Часто фалом називають страхувальний трос (наприклад, трос для кріплення витяжного пристрою парашута до літака, космонавта — до космічного корабля при виході у відкритий космос).
Буксирним фалом називається трос, що використовується при аеробуксируванні планерів. Яким з'єднується планер і літак-буксирувальник.

## Галерея

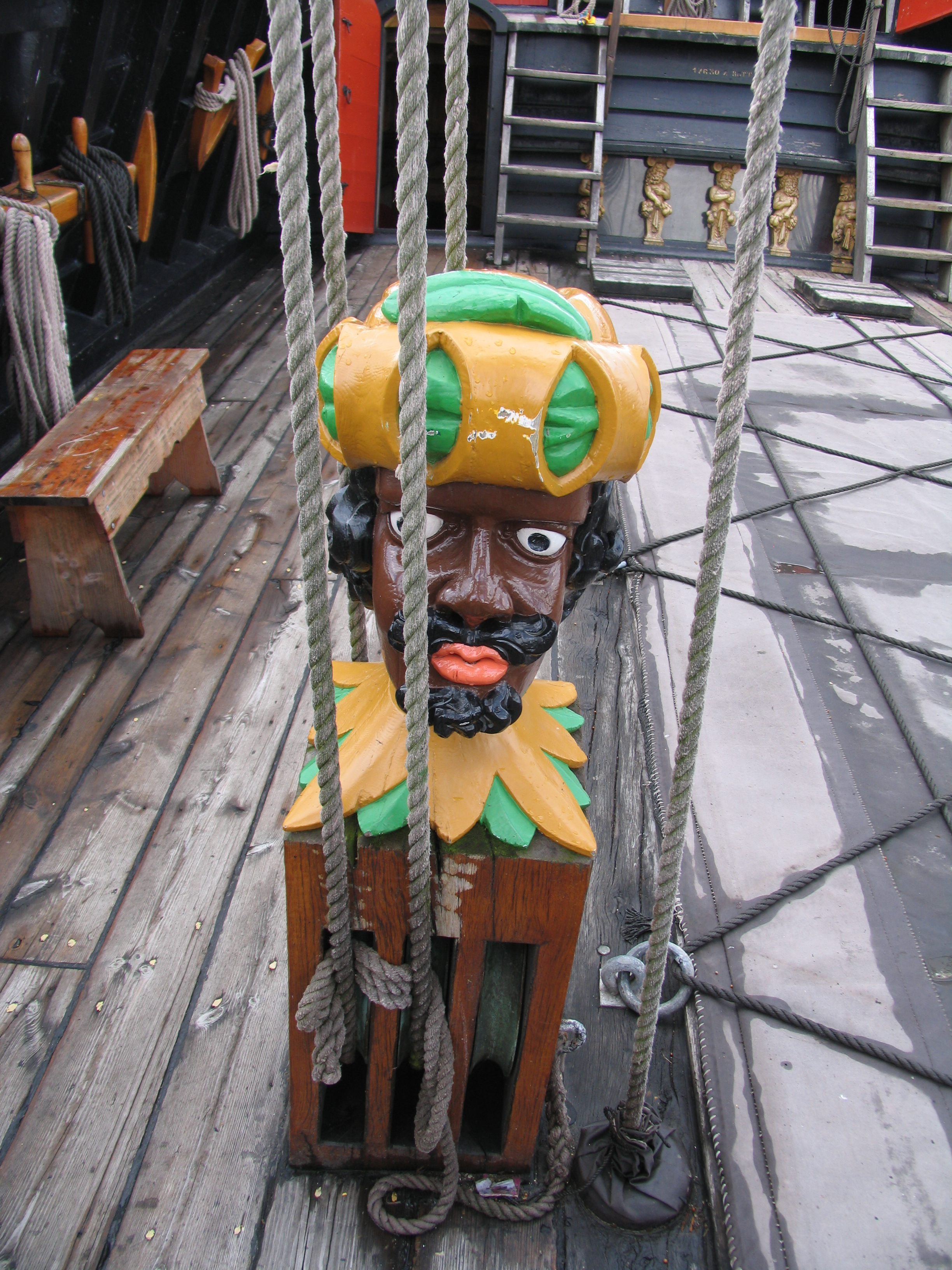
Фал-кнехт галеона «Батавія»
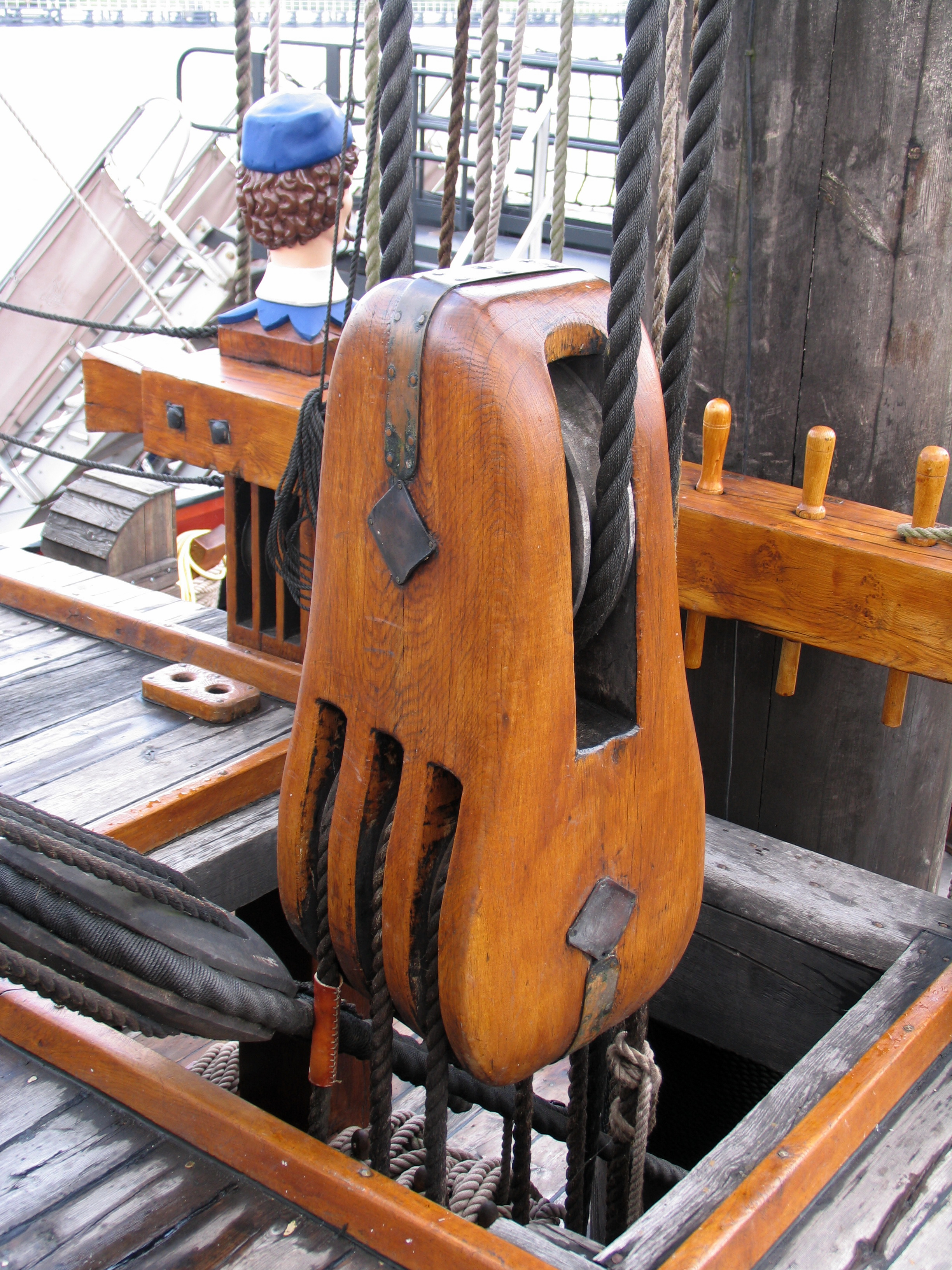
Гардель-блок галеона «Батавія»
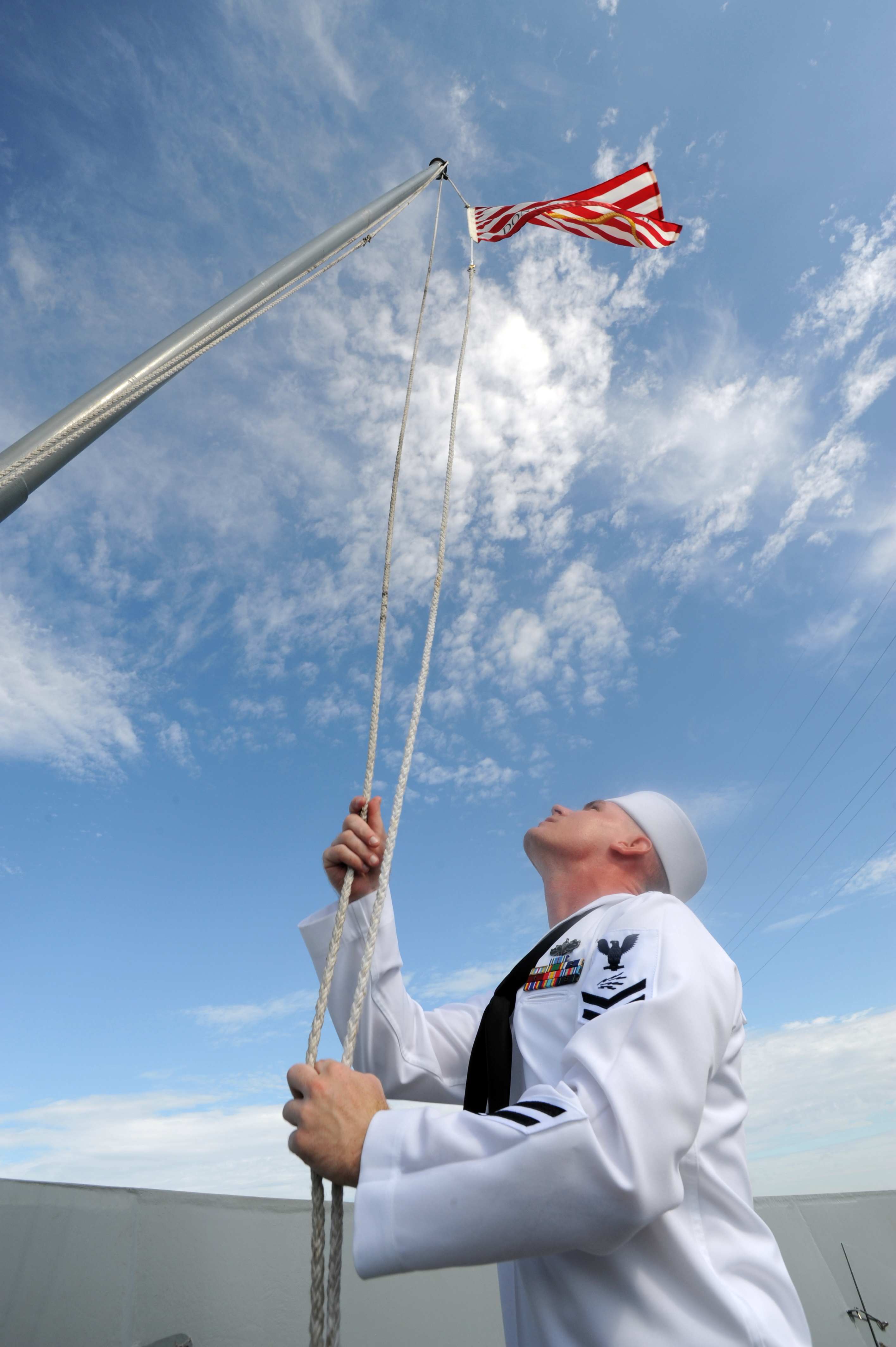
Підйом прапора
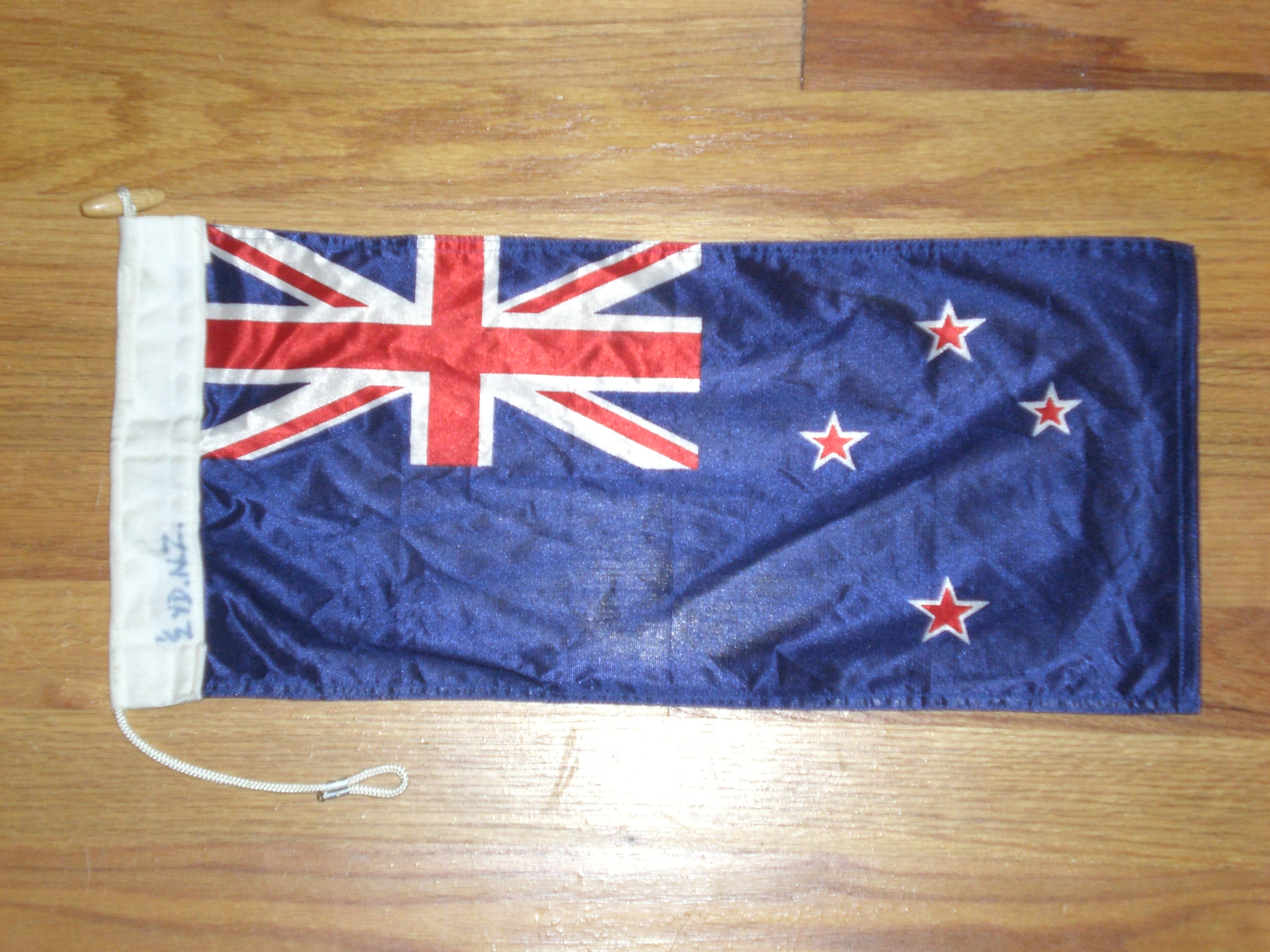
Прапор з клевантом